# Mistrovství Evropy v judu 2016 – ženy – polotěžká váha (-78 kg)
Zápasy v judu na mistrovství Evropy v kategorii polotěžkých vah žen proběhly v Kazani, 23. dubna 2016.

## Finále
| finále              |                   |
| ------------------- | ----------------- |
| Audrey Tcheuméová   | Audrey Tcheuméová |
| Guusje Steenhuisová | Audrey Tcheuméová |

## Opravy / O bronz
Poražení čtvrtfinalisté se utkávají mezi sebou v opravách. Vítězové oprav následně vyzvou poražené semifinalisty v boji o bronzovou medaili.
| opravy              | o bronz             |                   |
| ------------------- | ------------------- | ----------------- |
| Gemma Gibbonsová    | Gemma Gibbonsová    | Natalie Powellová |
| Marhinde Verkerková | Gemma Gibbonsová    | Natalie Powellová |
|                     | Natalie Powellová   | Natalie Powellová |
| Abigél Joóová       | Anamari Velenšeková | Luise Malzahnová  |
| Anamari Velenšeková | Anamari Velenšeková | Luise Malzahnová  |
|                     | Luise Malzahnová    | Luise Malzahnová  |

## Pavouk
|   | 1/32                 | 1/16                | čtvrtfinále         | semifinále          | finále              |
| - | -------------------- | ------------------- | ------------------- | ------------------- | ------------------- |
| A | volný los            | Audrey Tcheuméová   | Audrey Tcheuméová   | Audrey Tcheuméová   | Audrey Tcheuméová   |
| A | volný los            | Audrey Tcheuméová   | Audrey Tcheuméová   | Audrey Tcheuméová   | Audrey Tcheuméová   |
| A | volný los            | Brigita Matićová    | Audrey Tcheuméová   | Audrey Tcheuméová   | Audrey Tcheuméová   |
| A | volný los            | Brigita Matićová    | Audrey Tcheuméová   | Audrey Tcheuméová   | Audrey Tcheuméová   |
| A | volný los            | Gemma Gibbonsová    | Gemma Gibbonsová    | Audrey Tcheuméová   | Audrey Tcheuméová   |
| A | volný los            | Gemma Gibbonsová    | Gemma Gibbonsová    | Audrey Tcheuméová   | Audrey Tcheuméová   |
| A | volný los            | Viktorija Turksová  | Gemma Gibbonsová    | Audrey Tcheuméová   | Audrey Tcheuméová   |
| A | volný los            | Viktorija Turksová  | Gemma Gibbonsová    | Audrey Tcheuméová   | Audrey Tcheuméová   |
| B | volný los            | Marhinde Verkerková | Marhinde Verkerková | Luise Malzahnová    | Audrey Tcheuméová   |
| B | volný los            | Marhinde Verkerková | Marhinde Verkerková | Luise Malzahnová    | Audrey Tcheuméová   |
| B | Evelin Salankiová    | Antonina Šmeljovová | Marhinde Verkerková | Luise Malzahnová    | Audrey Tcheuméová   |
| B | Antonina Šmeljovová  | Antonina Šmeljovová | Marhinde Verkerková | Luise Malzahnová    | Audrey Tcheuméová   |
| B | volný los            | Luise Malzahnová    | Luise Malzahnová    | Luise Malzahnová    | Audrey Tcheuméová   |
| B | volný los            | Luise Malzahnová    | Luise Malzahnová    | Luise Malzahnová    | Audrey Tcheuméová   |
| B | volný los            | Laia Talarnová      | Luise Malzahnová    | Luise Malzahnová    | Audrey Tcheuméová   |
| B | volný los            | Laia Talarnová      | Luise Malzahnová    | Luise Malzahnová    | Audrey Tcheuméová   |
| C | volný los            | Guusje Steenhuisová | Guusje Steenhuisová | Guusje Steenhuisová | Guusje Steenhuisová |
| C | volný los            | Guusje Steenhuisová | Guusje Steenhuisová | Guusje Steenhuisová | Guusje Steenhuisová |
| C | Anastasija Turčynová | Daria Pogorzelecová | Guusje Steenhuisová | Guusje Steenhuisová | Guusje Steenhuisová |
| C | Daria Pogorzelecová  | Daria Pogorzelecová | Guusje Steenhuisová | Guusje Steenhuisová | Guusje Steenhuisová |
| C | volný los            | Abigél Joóová       | Abigél Joóová       | Guusje Steenhuisová | Guusje Steenhuisová |
| C | volný los            | Abigél Joóová       | Abigél Joóová       | Guusje Steenhuisová | Guusje Steenhuisová |
| C | volný los            | Yahima Ramirezová   | Abigél Joóová       | Guusje Steenhuisová | Guusje Steenhuisová |
| C | volný los            | Yahima Ramirezová   | Abigél Joóová       | Guusje Steenhuisová | Guusje Steenhuisová |
| D | volný los            | Anamari Velenšeková | Anamari Velenšeková | Natalie Powellová   | Guusje Steenhuisová |
| D | volný los            | Anamari Velenšeková | Anamari Velenšeková | Natalie Powellová   | Guusje Steenhuisová |
| D | volný los            | Marta Tortová       | Anamari Velenšeková | Natalie Powellová   | Guusje Steenhuisová |
| D | volný los            | Marta Tortová       | Anamari Velenšeková | Natalie Powellová   | Guusje Steenhuisová |
| D | volný los            | Natalie Powellová   | Natalie Powellová   | Natalie Powellová   | Guusje Steenhuisová |
| D | volný los            | Natalie Powellová   | Natalie Powellová   | Natalie Powellová   | Guusje Steenhuisová |
| D | volný los            | Ivana Maranićová    | Natalie Powellová   | Natalie Powellová   | Guusje Steenhuisová |
| D | volný los            | Ivana Maranićová    | Natalie Powellová   | Natalie Powellová   | Guusje Steenhuisová |